# 3치 논리
3치 논리(Three-valued logic) 또는 3진 논리는 진릿값이 세 개가 있는 다치논리 체계를 말한다. 2치적 불 논리에는 네 개의 단항연산자가 있는 반면 3치 논리에는 27개의 단항연산자와 19683개의 이항연산자가 존재한다.

## 종류
- 균형 3진법, Redundant binary representation, 일반 3진법, 꼬인 2진법등이 있다.

## 같이 보기
- 세툰
- 3진법 컴퓨터